# Airbus A321
De Airbus A321 is een sterk verlengde Airbus A320 met twee extra deuren in de romp. In de narrow-body kunnen 150 tot 220 passagiers, afhankelijk van de vervoersklasse van de betreffende maatschappij. Anno 2017 is de Airbus A321 populair bij lijndienst- en chartermaatschappijen in de hele wereld. Hij wordt vaak gezien als een directe concurrent van de Boeing 757. De A321 heeft echter een kleinere actieradius dan de Boeing 757, die bovendien sneller is. De verkoop van de Airbus A321 is redelijk succesvol omdat er veel vraag naar is van Aziatische en Amerikaanse maatschappijen.

## Gebruikers
De belangrijkste gebruikers van de Airbus A321 zijn:
- American Airlines: 159[1] (+3 neo)
- Lufthansa: 64[2] (+1 neo)
- China Southern: 79[3] (+25 neo)
- Turkish Airlines: 68 (+6 neo)
- Transavia Airlines: 9 (neo)
- Pegasus Airlines: 8 (neo)

De Belgische Luchtcomponent van Defensie maakt eveneens gebruik van een A321. Vanuit Vliegbasis Melsbroek wordt het toestel gebruikt voor troepentransport. Het toestel is echter eigendom van Hi Fly, dat het least aan Defensie van België.

## New Engine Option
De Airbus A321neo (New Engine Option) is een gemoderniseerde versie van de A321 die sinds 2016 in gebruik is.
Volgens Airbus zijn de nieuwe motoren aanzienlijk zuiniger dan hun voorgangers en gebruiken tot 16% minder brandstof. Ook worden de toestellen uitgerust met zogenaamde winglets.